# Jean-Noël Kapferer
Jean-Noël Kapferer é um professor francês de marketing reconhecido como especialista em comunicação.
O seu trabalho na psicossociologia dos boatos tornou-o conhecido. Seguindo em particular Alfred Sauvy e autores americanos, estuda as características do aparecimento de grandes rumores e lendas urbanas e a forma como se difundem.

## Biografía
Jean-Noël Kapferer formou-se na HEC Paris em 1970, obteve o grau de mestre em Ciências Económicas em 1972 pela Universidade Paris 1 Panthéon-Sorbonne e é doutorado pela Kellogg School of Management obtido em 1975. Desempenhou as funções de presidente da Fundação. Estudo e Informação de Rumores. É professor no HEC desde 1970, onde é, desde 2004, professor emérito de marketing no HEC e organiza inúmeros seminários internacionais. Ocupa também diversas cátedras de ensino na Ásia e é membro da American Marketing Association, da Associação Americana de Psicologia e da Association for Consumer Research.

## Livros
- (com Jean-Claude Thoenig), La marque, McGraw-Hill, 1979.
- (com Bernard Dubois), Échec à la science : La survivance des mythes chez les Français, nouvelles éditions rationalistes, 1981.
- Rumeurs, le plus vieux média du monde, Paris, Seuil, 1987, 356 p. (ISBN 2-02-024743-7).
- Les marques, capital de l'entreprise, Paris, Éditions d'organisation, 1991, 368 p. (ISBN 2-7081-1296-1).
- (com Gilles Laurent), La sensibilité aux marques : marchés sans marques, marchés à marques, Paris, Éditions d'organisation, 1992, 224 p. (ISBN 2-7081-1519-7).
- Les chemins de la persuasion : [le mode d'influence des médias et de la publicité sur les comportements], Paris, Dunod, 1993, 346 p. (ISBN 2-04-019722-2).
- Ce qui va changer les marques, Paris, Eyrolles, 2005, 535 p. (ISBN 2-7081-3354-3).
- Les marques, capital de l'entreprise : créer et développer des marques fortes, Paris, Eyrolles, 2007, 4e éd., 813 p. (ISBN 978-2-212-53908-0).
- (com Vincent Bastien), Luxe Oblige, Paris, Eyrolles, 2008, 383 p. (ISBN 978-2-212-54201-1 et 2-212-54201-1).
- The New Strategic Brand Management. Advanced Insights and Strategic Thinking, Kogan Page, 2012, 5e éd..
- Ré-inventer les marques. La fin des marques telles que nous les connaissions…, Paris, Eyrolles, 2013, 240 p. (ISBN 978-2-212-55544-8 et 2-212-55544-X).
- Luxe. Nouveaux challenges, nouveaux challengers, Paris, Eyrolles, 2016.